# Penstemon deustus
Espèce
Penstemon deustus  est une espèce de plantes de la famille des Plantaginacées, originaire d'Amérique du Nord. Elle est connue sous le nom de       Scabland Beardtongue ou  Hotrock Beardtongue  en anglais.

## Description
Cette espèce est pérenne et peut atteindre 40cm de haut. Les fleurs sont généralement de couleur crème et porte des lignes sombres.